# Xpujil
Xpujil (pronunciado [ʃpu.hil]) (del maya: Cola de gato) (escrito algunas veces Xpuhil) es una población del estado mexicano de Campeche, localizada en el sureste del estado, en medio de la selva. Es la cabecera del municipio de Calakmul.
Xpujil se localiza en el sureste del estado, cerca de la frontera con el estado de Quintana Roo al este y Petén (Guatemala) hacia el sur. Escárcega, Campeche, se encuentra a 153 km al oeste y Chetumal, Quintana Roo, 120 km al este. Es un punto intermedio muy útil en la Carretera Federal 186. En las cercanías de Xpujil, se encuentran las zonas arqueológicas mayas de Xpujil (1 km),  Becán (8 km), Chicanná, Balancán, Hormiguero y más al suroeste está la importante ciudad maya de Calakmul, dentro de los 7230 km² de la Reserva de la Biosfera de Calakmul.
Xpujil proviene del maya Colas de gato, que a su vez se basa en una planta oriunda de la región, que le dio su nombre originalmente a una aguada y luego a la población maya de Xpujil, cuyas ruinas arqueológicas se encuentra junto a la población moderna.
Se reporta que, dentro de la zona hay más de 100 diferentes sitios arqueológicos, aún por explorar. Es importante notar que los sitios mayas de Calakmul, son parte de la civilización que floreció en la zona y que incluye El Petén, y los sitios arqueológicos de El Mirador en Guatemala.

## Clima
| Parámetros climáticos promedio de Xcupil    | Parámetros climáticos promedio de Xcupil | Parámetros climáticos promedio de Xcupil | Parámetros climáticos promedio de Xcupil | Parámetros climáticos promedio de Xcupil | Parámetros climáticos promedio de Xcupil | Parámetros climáticos promedio de Xcupil | Parámetros climáticos promedio de Xcupil | Parámetros climáticos promedio de Xcupil | Parámetros climáticos promedio de Xcupil | Parámetros climáticos promedio de Xcupil | Parámetros climáticos promedio de Xcupil | Parámetros climáticos promedio de Xcupil | Parámetros climáticos promedio de Xcupil |
| Mes                                         | Ene.                                     | Feb.                                     | Mar.                                     | Abr.                                     | May.                                     | Jun.                                     | Jul.                                     | Ago.                                     | Sep.                                     | Oct.                                     | Nov.                                     | Dic.                                     | Anual                                    |
| ------------------------------------------- | ---------------------------------------- | ---------------------------------------- | ---------------------------------------- | ---------------------------------------- | ---------------------------------------- | ---------------------------------------- | ---------------------------------------- | ---------------------------------------- | ---------------------------------------- | ---------------------------------------- | ---------------------------------------- | ---------------------------------------- | ---------------------------------------- |
| Temp. máx. abs. (°C)                        | 38                                       | 39                                       | 40                                       | 41                                       | 44                                       | 40                                       | 39                                       | 39                                       | 39                                       | 38                                       | 42                                       | 38                                       | 44                                       |
| Temp. máx. media (°C)                       | 29.3                                     | 31                                       | 33.4                                     | 35.2                                     | 35.9                                     | 33.8                                     | 33.3                                     | 33.4                                     | 32.5                                     | 31.3                                     | 30.1                                     | 28.9                                     | 32.3                                     |
| Temp. media (°C)                            | 22.3                                     | 23.6                                     | 25.5                                     | 27.3                                     | 28.6                                     | 27.7                                     | 27                                       | 27.2                                     | 26.7                                     | 25.5                                     | 23.9                                     | 22.6                                     | 25.7                                     |
| Temp. mín. media (°C)                       | 15.3                                     | 16.2                                     | 17.6                                     | 19.4                                     | 21.2                                     | 21.7                                     | 20.7                                     | 20.9                                     | 20.9                                     | 19.7                                     | 17.6                                     | 16.2                                     | 19                                       |
| Temp. mín. abs. (°C)                        | 5                                        | 3                                        | 6                                        | 7                                        | 13                                       | 15                                       | 7                                        | 15                                       | 15                                       | 7                                        | 6                                        | 4                                        | 3                                        |
| Precipitación total (mm)                    | 24                                       | 23                                       | 31                                       | 41                                       | 100                                      | 178                                      | 123                                      | 163                                      | 214                                      | 123                                      | 57                                       | 31                                       | 1109                                     |
| Días de lluvias (≥ 1 mm)                    | 3.7                                      | 2.9                                      | 2.8                                      | 2.7                                      | 6.3                                      | 12.1                                     | 12.2                                     | 13.4                                     | 15.1                                     | 10.4                                     | 5.7                                      | 4.3                                      | 91.6                                     |
| Horas de sol                                | 11.5                                     | 11.9                                     | 12.4                                     | 13                                       | 13.5                                     | 13.7                                     | 13.6                                     | 13.1                                     | 12.6                                     | 12                                       | 11.6                                     | 11.4                                     | 12.5                                     |
| Fuente: Weatherbase 29 de diciembre de 2023 |                                          |                                          |                                          |                                          |                                          |                                          |                                          |                                          |                                          |                                          |                                          |                                          |                                          |

## Infraestructura
La carretera nacional número 186 da acceso a la región.
Además de ofrecer servicios a la comunidad local, Xpujil tiene una pista de aterrizaje y sirve como punto de partida para el turismo visitando la región, con restaurantes, servicios de transporte, hoteles modestos, etc. 
Actualmente muchos turistas viajan por carretera de Cancún a Palenque, y paran para visitar los múltiples sitios arqueológicos en la región.
Actualmente la población de Xpujil es el centro económico de la región sureste de Campeche y del municipio de Calakmul. 
Existen importantes proyectos conceptualizados que pronto serán desarrollados para incrementar la disponibilidad de habitaciones y otros servicios de clase mundial, para ecoturismo y otras actividades amigables al medio ambiente, dentro de la Reserva Ecológica de Calakmul.
XEXPUJ, es una estación de radio del gobierno de la comunidad indígena con programas en español, maya yucateco y ch'ol, con base en Xpujil.